# Jean-Louis Richard
Jean-Louis Richard (París, 17 de mayo de 1927 – Ib., 3 de junio de 2012) fue un actor, director y guionista de nacionalidad francesa.

## Biografía
Su verdadero nombre era Jean-Marius Richard. Fue alumno del Conservatorio nacional superior de arte dramático de París antes de debutar como actor con el grupo de Louis Jouvet.
Muy ligado con el movimiento Nouvelle vague, actuó en películas como À bout de souffle (1960) de Jean-Luc Godard, Jules y Jim (1962), La Peau douce (1964) y El último metro (1980), de François Truffaut. Fue además coguionista con este último, participando en la redacción de La Peau douce (1964), Fahrenheit 451 (1966), La novia vestía de negro (1968) y La noche americana (1973).
Calificado por su amigo y colega Philippe Le Guay como guionista « destructor », por su capacidad para « localizar las debilidades de los escritos », firmó en 1974 el guion del célebre film erótico  Emmanuelle, dirigido por Just Jaeckin a partir de la novela de Emmanuelle Arsan. En 1995 escribió junto a Philippe Le Guay y Brigitte Roüan la historia de L'Année Juliette.
Richard fue el primer marido de Jeanne Moreau (entre 1949 y 1951), con la cual tuvo un hijo, Jérôme. La complicada relación de la pareja inspiró al compositor Serge Rezvani la canción Le Tourbillon, que François Truffaut incluyó en su cinta Jules y Jim (1962).
Afectado por enfermedad de Alzheimer, se retiró del mundo del espectáculo a principios de los años 2000. Jean-Louis Richard falleció en París en 2012.

## Teatro
- 1953 : La alondra, de Jean Anouilh, escenografía del autor y Roland Piétri, Teatro Montparnasse
- 1956 : Chatterton, de Alfred de Vigny, escenografía de Michel Bouquet, Théâtre de l'Œuvre
- 1959 : La dama de las camelias, de Alexandre Dumas (hijo), Théâtre de Paris
- 1998 : Don Juan, de Molière, escenografía de Brigitte Jaques, Comédie de Genève ; retomada en 2000 en la Maison des arts et de la culture de Créteil y en el Teatro del Odéon

## Filmografía

### Actor

#### Cine
- 1960 : À bout de souffle, de Jean-Luc Godard
- 1960 : Austerlitz, de Abel Gance
- 1960 : Me faire ça à moi, de Pierre Grimblat
- 1961 : Jules y Jim, de François Truffaut
- 1963 : La Peau douce, de François Truffaut
- 1968 : Je t'aime, je t'aime, de Alain Resnais
- 1980 : El último metro, de François Truffaut
- 1981 : Le Professionnel, de Georges Lautner
- 1982 : Le Gendarme et les Gendarmettes, de Jean Girault y Tony Aboyantz
- 1982 : Le Choc, de Robin Davis
- 1983 : La vie est un roman, de Alain Resnais
- 1983 : Le Marginal, de Jacques Deray
- 1983 : Vivement dimanche!, de François Truffaut
- 1984 : Fort Saganne, de Alain Corneau
- 1988 : Quelques jours avec moi, de Claude Sautet
- 1989 : Les Deux Fragonard, de Philippe Le Guay
- 1991 : Août, de Henri Herré
- 1992 : L'Inconnu dans la maison, de Georges Lautner
- 1992 : La Sentinelle, de Arnaud Desplechin
- 1992 : La Nuit de l'océan, de Antoine Perset
- 1993 : En tránsito (Tombés du ciel), de Philippe Lioret
- 1993 : François Truffaut : Portraits volés, documental de Serge Toubiana y Michel Pascal
- 1994 : Grosse fatigue, de Michel Blanc
- 1994 : Jeanne la Pucelle, de Jacques Rivette
- 1994 : Farce noire (cortometraje), de Olivier Panchot
- 1995 : La carnaza, de Bertrand Tavernier
- 1995 : N'oublie pas que tu vas mourir, de Xavier Beauvois
- 1995 : Fiesta, de Pierre Boutron
- 1996 : Stabat mater, de Dominique Boccarossa
- 1996 : Messieurs les enfants, de Pierre Boutron
- 1997 : Post coïtum animal triste, de Brigitte Roüan
- 1997 : Lucie Aubrac, de Claude Berri
- 1998 : Cantique de la racaille, de Vincent Ravalec
- 1998 : L'École de la chair, de Benoît Jacquot
- 1999 : Peau d'homme cœur de bête, de Hélène Angel
- 2000 : Le Prof, de Alexandre Jardin
- 2001 : J'ai faim !!!, de Florence Quentin
- 2002 : Adolphe, de Benoît Jacquot
- 2002 : La Vie nue, de Dominique Boccarossa
- 2003 : Mister V., de Émilie Deleuze
- 2003 : Mauvais Esprit, de Patrick Alessandrin

#### Televisión
- 1984 : Série noire (serie TV), episodio J'ai bien l'honneur, de Jacques Rouffio
- 1995 : Des enfants dans les arbres, de Pierre Boutron
- 1995 : Radetzkymarsh (miniserie), de Axel Corti y Gernot Roll
- 1995 : La Vie de Marianne (telefilm), de Benoît Jacquot
- 2000 : Les Misérables (miniserie), de Josée Dayan

### Guionista
- 1963 : La Peau douce, de François Truffaut
- 1966 : Fahrenheit 451, de François Truffaut
- 1968 : La novia vestía de negro, de François Truffaut
- 1973 : La noche americana, de François Truffaut
- 1974 : Emmanuelle, de Just Jaeckin
- 1975 : Le Mâle du siècle, de Claude Berri
- 1975 : C'est dur pour tout le monde, de Christian Gion
- 1990 : Le Provincial, de Christian Gion
- 1995 : L'Année Juliette, de Philippe Le Guay

### Director
- 1962 : Bonne chance, Charlie - también guionista
- 1964 : Mata Hari, agent H 21 - también guionista
- 1969 : Le Corps de Diane - también guionista
- 1985 : Le Déclic

## Premios y reconocimientos
Premios Óscar
| Año  | Categoría            | Trabajo nominado   | Resultado |
| ---- | -------------------- | ------------------ | --------- |
| 1975 | Mejor guion adaptado | La noche americana | Nominado  |